# Siphlus vittatus
Siphlus vittatus är en tvåvingeart som först beskrevs av Christian Rudolph Wilhelm Wiedemann 1830.  Siphlus vittatus ingår i släktet Siphlus och familjen fritflugor. Inga underarter finns listade i Catalogue of Life.